# إيفان هورباتشيفسكي
إيفان ياكوفيتش هورباتشيفسكي (بالأوكرانية: Іван Якович Горбачевський) (15 مايو 1854، زاروبينس - 24 مايو 1942، براغ) المعروف أيضًا باسم جان خورباتشوسكي أو جوهان خورباتشوسكي أو إيفان خورباتشوسكي، هو كيميائي وسياسي نمساوي بارز من أصل أوكراني.

## سيرة

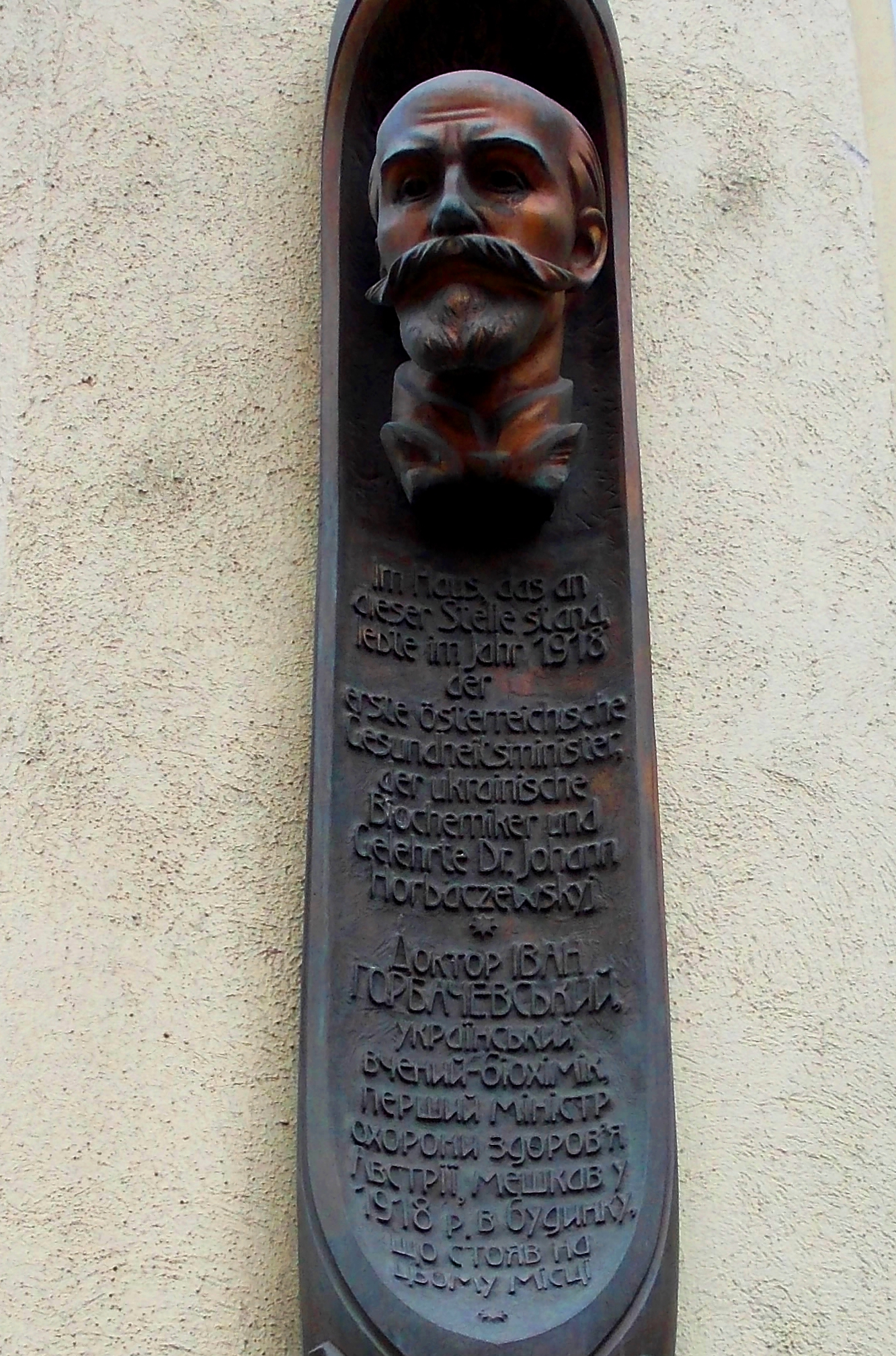
لوحة تذكارية لإيفان هورباتشفسكي في فيينا

من 1872 إلى 1878 درس الطب في جامعة فيينا بالنمسا. في عام 1883 عُيّن أستاذاً استثنائياً، وفي عام 1884، عين أستاذاً عادياً في جامعة براغ من قبل الإمبراطور، وكان عميد نفس الجامعة لبعض الوقت. وهو معروف بشكل خاص بإسهاماته في الكيمياء العضوية والكيمياء الحيوية. كان أول من صنع حمض البوليك من الجلايسين في عام 1882. كما لاحظ أن الأحماض الأمينية كانت لبنات بناء البروتينات. عمل هورباتشوفسكي في النمسا وتشيكوسلوفاكيا والمجر وأوكرانيا. كان الأمر كما لو أن الملكية المزدوجة كانت تستجيب للإنفلونزا الإسبانية عندما عُين المستشار الإمبراطوري إيفان هورباتشوفسكي في 30 يوليو 1918 بموجب مرسوم إمبراطوري كأول وزير للصحة في الإمبراطورية.

## روابط خارجية
- السيرة الذاتية في http://portal.unesco.org/